# Garin Liman (Zinder)
Garin Liman (auch: Garin Liman Sultan) ist ein Dorf im Arrondissement Zinder IV der Stadt Zinder in Niger.

## Geographie
Das von einem traditionellen Ortsvorsteher (chef traditionnel) geleitete Dorf befindet sich nördlich des Stadtzentrums im Gemeindegebiet von Zinder, der Hauptstadt der gleichnamigen Region Zinder. Ein Nachbardorf von Garin Liman ist Madatey im Nordwesten.
Die Mare de Garin Liman ist ein temporärer Teich bei der Siedlung. Wie andere Teiche in Zinder, etwa in Janroua und Madatey, findet sie als wilde Deponie Verwendung. Wie im gesamten Gemeindegebiet von Zinder herrscht das Klima der Sahelzone vor, mit einer durchschnittlichen jährlichen Niederschlagsmenge zwischen 300 und 400 mm.

## Bevölkerung
Bei der Volkszählung 2012 hatte Garin Liman 1612 Einwohner, die in 245 Haushalten lebten. Bei der Volkszählung 2001 betrug die Einwohnerzahl 385 in 66 Haushalten und bei der Volkszählung 1988 belief sich die Einwohnerzahl auf 525 in 101 Haushalten.

## Wirtschaft und Infrastruktur
Es gibt eine Schule im Dorf.